# Unione dei comuni del Finalese
L'Unione dei comuni del Finalese è stata un'unione di comuni della Liguria, in provincia di Savona, formata dai comuni di Finale Ligure e Orco Feglino.

## Storia
L'unione era nata con atto costitutivo del 30 aprile 2015 firmato nel municipio di Finale Ligure dai rappresentanti locali del territorio.
L'ente locale aveva sede a Finale Ligure. Il primo presidente del Consiglio dell'Unione è stato Ugo Frascherelli (primo cittadino di Finale Ligure). Il 27 dicembre 2019 si è svolta l'ultima seduta del Consiglio dell'Unione avente come ordine del giorno, oltre alla votazione sull'approvazione del bilancio, il definitivo scioglimento e soppressione dell'unione stessa.

## Descrizione
L'unione dei comuni comprendeva quella parte del territorio savonese legato alla zona del Finalese.
Per statuto l'Unione si occupava di questi servizi:
- organizzazione generale dell'amministrazione, gestione finanziaria e contabile e controllo;
- organizzazione dei servizi pubblici di interesse generale di ambito comunale, ivi compresi i servizi di trasporto pubblico comunale;
- catasto;
- la pianificazione urbanistica ed edilizia di ambito comunale nonché la partecipazione alla pianificazione territoriale di livello sovra comunale;
- attività, in ambito comunale, di pianificazione, di protezione civile e di coordinamento dei primi soccorsi;
- organizzazione e gestione dei rifiuti e la riscossione dei relativi tributi;
- progettazione e gestione del sistema locale dei servizi sociali ed erogazione delle relative prestazioni ai cittadini;
- edilizia scolastica, organizzazione e gestione dei servizi scolastici;
- polizia municipale e polizia amministrativa locale.

## Amministrazione
| Periodo          | Periodo          | Primo cittadino  | Partito                  | Carica                               | Note |
| ---------------- | ---------------- | ---------------- | ------------------------ | ------------------------------------ | ---- |
| 12 novembre 2015 | 27 dicembre 2019 | Ugo Frascherelli | sindaco di Finale Ligure | presidente del Consiglio dell'Unione |      |